# Mouvement réformateur (Belgique)
Pour les articles homonymes, voir Mouvement réformateur.
Le Mouvement réformateur (MR) est un parti politique belge de centre droit à droite,,,, d'inspiration libérale et conservatrice,,,, et présent en Belgique francophone.
Il est issu d'une coalition entre le Parti réformateur libéral (PRL), le Partei für Freiheit und Fortschritt (PFF) et le Mouvement des citoyens pour le changement (MCC), ainsi que les Fédéralistes démocrates francophones (FDF) dans un premier temps, qui se fédèrent en un seul parti le 24 mars 2002. Le FDF, davantage au centre, fera scission du MR en 2011.
Le parti est présent dans six des sept parlements du pays :
- Au niveau fédéral : à la Chambre des resprésentants et au Sénat,
- Au niveau régional : au Parlement wallon et au Parlement de la région de Bruxelles-Capitale,
- Au niveau communautaire : au Parlement de la Communauté française et au Parlement de la Communauté germanophone (par le PFF).

Membre de tous les gouvernements fédéraux depuis 1999, il en assume la direction entre 2014 et 2020 avec d'abord Charles Michel dans le cadre d'une coalition dite « kamikaze ». Ce nom est donné puisque le MR y est l'unique parti francophone. Ensuite par Sophie Wilmès, qui est la première femme à occuper le poste de Premier ministre de Belgique.
À partir de 2019 , le MR connaît un « virage à droite », aussi bien sur le plan économique que social. Les détracteurs du parti allant jusqu'à estimer que les discours de certains de ses membres se rapprochaient de plus en plus à des positions appartenant à l'extrême-droite,,.
Cette stratégie a cependant permis au parti des percées historiques dans les urnes. Lors du triple scrutin du 9 juin 2024, le parti réalise l'un des meilleurs résultats de son histoire en devenant le premier parti de Belgique francophone, en région bruxelloise comme en Wallonie. Ce résultat lui permet de former une coalition dite « azur » avec Les Engagés au Gouvernement wallon.

## Histoire

### Fondation
Au début des années 1990, les partis libéraux de Belgique ont connu des mutations successives avec en 1992 la naissance du VLD (Vlaamse Liberalen en Democraten), faisant suite au PVV, puis la création de la fédération PRL-FDF en 1993. Cette dernière est élargie au MCC (Mouvement des citoyens pour le changement), une dissidence du PSC, en 1998. Sous cette bannière dite du PRL-FDF-MCC, la famille libérale francophone renoue avec le pouvoir en 1999 après plus d'une décennie d'opposition. En 2003, il devient même la première force politique en Communauté française. Entre-temps, en 2002, sous l'impulsion de Daniel Ducarme, les différentes composantes du parti sont rassemblées sous un nouveau nom, le Mouvement réformateur (MR). L'objectif est de créer un grand mouvement populaire pouvant à la fois être une alternative à la domination socialiste sur le paysage politique francophone et une force de réforme institutionnelle et socio-économique.

### Ère Reynders

Logo du MR de 2002 jusqu'en 2011 avec le départ du FDF du parti.

Affaibli en interne, le MR connaît un léger tassement aux élections régionales de 2004 et se fait rejeter dans l'opposition dans les assemblées de la Région de Bruxelles-Capitale, de la Communauté française et au Parlement wallon. Le MR continue toutefois de participer au Gouvernement fédéral.
Le 21 février 2009, le président du MR, Didier Reynders, annonce l'intégration du parti LiDé dans le Mouvement réformateur. Cependant, l'arrivée de cette formation créée par l'ex-fonctionnaire flamand Rudy Aernoudt ne plaît pas à toutes les composantes du MR. Le FDF d'Olivier Maingain et le MCC de Gérard Deprez, menacent de quitter le mouvement libéral,,. Sous la pression de ces derniers, Didier Reynders abandonnera finalement la coopération du MR avec LiDé dès le 23 février 2009. Cette affaire a enlevé du crédit au président du parti, Didier Reynders, déjà affaibli dans le cadre de l'affaire Fortis en sa qualité de vice-premier ministre et ministre des finances.
En novembre 2010, Didier Reynders annonce la tenue d'élections internes afin de nommer son successeur. Charles Michel lui succède le 14 février 2011, ayant obtenu 54,75 % des voix face à Daniel Bacquelaine,.

### Sortie du FDF
En septembre 2011, le FDF décide de quitter la coalition MR car il « estime que ses ex-alliés capitulent devant les exigences flamandes et mettent le pays au bord de l'implosion ». Le MCC fait toujours partie du cartel.
Les libéraux du PRL, sous la présidence de Charles Michel, estiment au contraire qu'on a évité le risque de chaos économique lié à une menace de dégradation des emprunts belges par les firmes de notation. Ils affirment aussi « avoir sauvé le pays » du moins jusqu'à l'horizon 2025. En effet, une proposition flamande formulée par le CD&V, le VLD, le SP.A et Groen demande la résiliation de la loi de financement à cette date entraînant la fin partielle ou totale de la solidarité entre le nord et le sud du pays.
Lors d'une interview accordée à la première chaîne radio de la RTBF en septembre 2012, Didier Reynders commentant les sondages favorables pour les deux partis a estimé que la scission du MR avec le FDF était une réussite, le FDF grappillant des voix principalement aux autres partis.

### Ère Bouchez: virage à droite et succès électoraux
Fin 2019, lors de l’élection interne à la présidence du parti, Georges-Louis Bouchez remporte le scrutin avec 62 % des votes et devient président du MR. Le quotidien La Libre Belgique voit alors dans le résultat de cette élection, la réaffirmation que le parti se situe au centre-droit.
Lors du scrutin de juin 2024, le MR remporte un succès important. Au fédéral, il devient le premier parti francophone, avec 19 élus (+5 par rapport à 2019) à la Chambre des représentants. Il passe de 7e au 3e plus grand parti de la Chambre, derrière les partis nationalistes flamands de la NVA et du Vlaams belang. Le MR devient également le premier parti au Parlement wallon, avec 26 élus sur 75 sièges (+6 par rapport à 2019). C'est la première fois que le PS n'obtient pas cette première place depuis la création du Parlement wallon. Le succès du MR est également important au Parlement de la Région de Bruxelles-Capitale, où il obtient 20 des 89 sièges, une augmentation de sept élus par rapport à 2019. Aux élections européennes, le MR augmente son nombre de députés de 2 à 3 et sa tête liste, Sophie Wilmès, réalise le meilleur score électoral de Belgique avec 543 821 voix. Il s'agit du record historique de voix de préférence pour un francophone en Belgique.
Au niveau régional, le MR rentre dans les coalitions wallones (Dolimont) et francophone (Degryse), ainsi que germanophone (Paasch III).
En janvier 2025, le MR annonce accueillir un ancien cadre et un ancien candidat du parti d'extrême droite Chez Nous. Cet événement suscite une forte polémique dans la presse régionale francophone et indigne une partie du MR. Dans les jours qui suivirent, plusieurs personnalité du MR déclarent publiquement leur désapprobation envers la décision de Georges-Louis Bouchez : Sophie Wilmès, Adrien Dolimont ou encore la présidente des Jeunes MR. D'autres personnalités annoncent même quitter le MR, à la suite de cette polémique.

## Idéologie
Lors de sa création en 2002, le mouvement a abandonné le qualificatif « libéral » dans sa dénomination, il ne s'en réclame pas moins du social-libéralisme entre autres valeurs. Le MR est généralement positionné au centre-droit ou à droite sur l'échiquier politique et parfois qualifié de « droite modérée ». Sur les sujets de société, traditionnellement, une aile progressiste et une conservatrice coexistent au sein du parti. Ainsi, lors de l'adoption de la loi ouvrant le mariage aux personnes homosexuelles, le MR laissé ses parlementaires se positionner individuellement, près de deux tiers d'entre eux s'opposant au mariage homosexuel.
Depuis la présidence de Charles Michel et son alliance inédite avec la droite nationaliste flamande (coalition suédoise), et plus encore depuis celle de Georges-Louis Bouchez, le parti a fait évoluer son positionnement vers davantage de fermeté en matière de sécurité, de justice, de laïcité ou de droits des femmes, refusant ainsi l'accès à des fonctions dans le service public à des femmes portant le voile. En 2021, le président du parti Georges-Louis Bouchez déclare sur le plateau de LN24 « assume[r] une politique de droite populaire qui ose parler de sécurité et de fiscalité ».
Le MR était réputé pour avoir les faveurs du patronat. Il doit cependant de plus en plus faire face à la concurrence du parti Les Engagés. Différents politologues estiment aujourd'hui que sur les sujets de société, le parti peut être qualifié de conservateur,.
Durant la campagne électorale de 2019, le centre d'études RePresent — composé de politologues de cinq universités (UAntwerpen, KU Leuven, VUB, UCLouvain et ULB) — a étudié les programmes électoraux des treize principaux partis politiques belges. Cette étude a classé les partis sur deux axes « gauche-droite », de « - 5 » (extrême-gauche) à « 5 » (extrême-droite) : un axe socio-économique « classique », qui fait référence à l'intervention de l'État dans le processus économique, et au degré suivant lequel l'État doit assurer une égalité sociale, et un axe socio-culturel, qui fait référence à un clivage articulé autour d'une opposition identitaire autour de thèmes comme l'immigration, l'Europe, la criminalité, l'environnement, l'émancipation, etc.
Le MR présente alors un programme de centre-droit (0,85) sur le plan socio-économique, et le plus au centre (0,4) de l'échiquier politique belge sur le plan socio-culturel,.
Le centre RePresent réitère l'exercice durant la campagne électorale de 2024, pour les douze principaux partis. Le positionnement du MR s'est déplacé vers la droite sur l'axe socio-culturel (1,35) et surtout sur l'axe socio-économique (3,57), où il devient le parti politique belge le plus à droite.

## Union européenne
Le MR fait partie, tout comme son parti frère l'Open VLD, de Renew Europe.
Il a envoyé, à la suite des élections européenne de 2024, trois députés : Sophie Wilmes, Olivier Chastel et Benoît Cassart.

## Structure

### Présidents
| Parti réformateur libéral            |                                    |                                                               | |
| Jean Gol                             | Jean Gol                           | 1979 – 1982 (3 ans)                                           | Ministre de la Justice (1981-1988) |
| Louis Michel                         | Louis Michel                       | 1982 – 1989 (7 ans)                                           | Ministre des Affaires étrangères (1999-2004) |
| Antoine Duquesne · Antoine Duquesne  | Antoine Duquesne et Daniel Ducarme | 1989 – 1992 (3 ans)                                           | Double présidence du parti |
| Jean Gol                             | Jean Gol                           | 1992 – 1995 (3 ans)                                           | Second mandat |
| Fusion du PRL, FDF, MCC et PFF en MR |                                    |                                                               | |
| Louis Michel                         | Louis Michel                       | 1995 – 1999 (4 ans)                                           | Second mandat |
| Daniel Ducarme                       | Daniel Ducarme                     | 1999 – 2003 (4 ans)                                           | Second mandat |
| Antoine Duquesne                     | Antoine Duquesne                   | 2003 – 2004 (1 an)                                            | Second mandat |
| Didier Reynders en 2021              | Didier Reynders                    | 11 octobre 2004 – 14 février 2011 (6 ans, 4 mois et 3 jours)  | Vice-Premier ministre de Belgique (2004-2019) Ministre fédéral des Affaires étrangères et européennes (2011-2019) Ministre fédéral des Finances (1999-2011) |
| Charles Michel                       | Charles Michel                     | 14 février 2011 – 10 octobre 2014 (3 ans, 7 mois et 26 jours) | Bourgmestre de Wavre (2006-2018) Premier ministre de Belgique (2014-2019)                                                                                   |
| Olivier Chastel en 2019              | Olivier Chastel                    | 12 décembre 2014 – 18 février 2019 (4 ans, 2 mois et 6 jours) | Ministre fédéral du Budget et de la Simplification administrative (2011-2014)                                                                               |
| Charles Michel                       | Charles Michel                     | 18 février 2019 – 28 novembre 2019 (9 mois et 10 jours)       | Président du conseil européen (2019-2024) |
| Georges-Louis Bouchez                | Georges-Louis Bouchez              | Depuis le 29 novembre 2019 (5 ans, 8 mois et 12 jours)        | Député fédéral belge (2024 -) Sénateur coopté (2019-2024)                                                                                                   |

### Personnalités du Mouvement réformateur
- Daniel Bacquelaine (MR)
- David Leisterh (MR)
- François Bellot (MR)
- Françoise Bertieaux (MR-LB)
- Chantal Bertouille (MR)
- Willy Borsus (MR)
- Georges-Louis Bouchez (MR)
- Jacques Brotchi (MR)
- Olivier Chastel (MR)
- Véronique Cornet (MR)
- Alain Courtois (MR)
- Jean-Luc Crucke (ex-MR, désormais Les Engagés)
- François-Xavier de Donnea (MR)
- Armand De Decker (MR)
- Christine Defraigne (MR)
- Corinne De Permentier (MR)
- Gérard Deprez (MR-MCC)
- Alain Destexhe (MR)
- Vincent De Wolf (MR-LB)
- Daniel Ducarme (MR)
- Denis Ducarme (MR)
- Antoine Duquesne (MR)
- Hervé Hasquin (MR)
- Pierre Hazette (MR)
- Hervé Jamar (MR)
- Pierre-Yves Jeholet (MR)
- Serge Kubla (MR)
- Sabine Laruelle (MR)
- Bertin Mampaka Mankamba (MR)
- Charles Michel (MR)
- Louis Michel (MR)
- Richard Miller (MR)
- Didier Reynders (MR)
- Frédérique Ries (MR)
- Françoise Schepmans (MR)
- Jacques Simonet (MR)
- Dominique Tilmans (MR)
- Sophie Wilmès (MR)
- Marc Wilmots (MR)

## Résultats électoraux

### Parlement fédéral

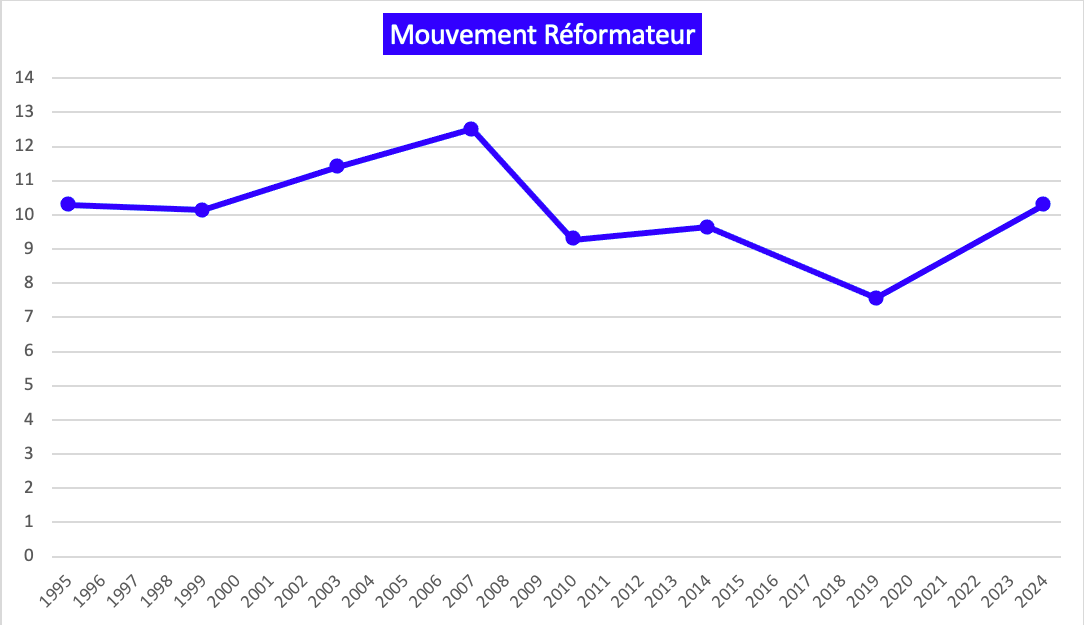
Evolution des résultats à la Chambre des Représentants

| Année | Chambre des représentants | Chambre des représentants | Chambre des représentants | Sénat   | Sénat | Sénat  | Gouvernement                                       |
| Année | Voix                      | %                         | Sièges                    | Voix    | %     | Sièges | Gouvernement                                       |
| ----- | ------------------------- | ------------------------- | ------------------------- | ------- | ----- | ------ | -------------------------------------------------- |
| 1995  | 623 250                   | 10,3                      | 19 / 150                  | 672 798 | 11,2  | 5 / 40 | Opposition                                         |
| 1999  | 630 219                   | 10,14                     | 18 / 150                  | 654 961 | 10,57 | 5 / 40 | Verhofstadt I                                      |
| 2003  | 748 952                   | 11,40                     | 24 / 150                  | 795 757 | 12,15 | 5 / 40 | Verhofstadt II                                     |
| 2007  | 835 073                   | 12,52                     | 23 / 150                  | 815 755 | 2,31  | 5 / 40 | Verhofstadt III, Leterme I, Van Rompuy, Leterme II |
| 2010  | 605 617                   | 9,28                      | 18 / 150                  | 599 618 | 9,27  | 4 / 40 | Di Rupo                                            |
| 2014  | 650 260                   | 9,64                      | 20 / 150                  | N/A     | N/A   | 7 / 60 | Michel I, Michel II                                |
| 2019  | 512 825                   | 7,56                      | 14 / 150                  | N/A     | N/A   | 6 / 60 | Wilmès I, Wilmès II, De Croo                       |
| 2024  | 716 934                   | 10,3                      | 19 / 150                  | N/A     | N/A   | 7 / 60 | De Wever                                           |

### Entités fédérées

#### Parlement wallon
| Année | Voix    | %     | Sièges  | Gouvernement                  |
| ----- | ------- | ----- | ------- | ----------------------------- |
| 1995  | 447 542 | 23,67 | 19 / 75 | Opposition                    |
| 1999  | 470 454 | 24,69 | 21 / 75 | Di Rupo I, Van Cauwenberghe I |
| 2004  | 478 999 | 24,29 | 20 / 75 | Opposition                    |
| 2009  | 469 792 | 23,14 | 19 / 75 | Opposition                    |
| 2014  | 546 372 | 26,69 | 25 / 75 | Opposition puis Borsus        |
| 2019  | 435 878 | 21,42 | 20 / 75 | Di Rupo III                   |
| 2024  | 612 010 | 29,6  | 26 / 75 | Dolimont                      |

#### Parlement de la Région de Bruxelles-Capitale
| Année | Voix    | %     | Sièges  | Gouvernement                              |
| ----- | ------- | ----- | ------- | ----------------------------------------- |
| 1995  | 144 478 | 34,98 | 28 / 75 | Picqué II                                 |
| 1999  | 146 845 | 34,41 | 27 / 75 | Simonet I, de Donnea, Ducarme, Simonet II |
| 2004  | 127 122 | 28,02 | 25 / 89 | Opposition                                |
| 2009  | 121 905 | 26,46 | 24 / 89 | Opposition                                |
| 2014  | 94 243  | 20,37 | 18 / 89 | Opposition                                |
| 2019  | 65 502  | 16,87 | 13 / 89 | Opposition                                |
| 2024  | 101 157 | 25,95 | 20 / 89 | En attente                                |

#### Parlement germanophone
Résultats du Partei für Freiheit und Fortschritt (PFF), composante du MR depuis 2002.
| Année | Voix  | %     | Sièges | Gouvernement |
| ----- | ----- | ----- | ------ | ------------ |
| 2004  | 7 615 | 20,98 | 5 / 25 | Lambertz II  |
| 2009  | 6 562 | 17,52 | 4 / 25 | Lambertz III |
| 2014  | 5 847 | 15,55 | 4 / 25 | Paasch I     |
| 2019  | 4 454 | 11,36 | 3 / 25 | Paasch II    |
| 2024  | 4 817 | 12,03 | 3 / 25 | Paasch III   |

### Conseils provinciaux
| Année | Brabant wallon | Hainaut | Liège   | Luxembourg | Namur   |
| ----- | -------------- | ------- | ------- | ---------- | ------- |
| 2000  | 23 / 56        | 19 / 84 | 20 / 84 | 18 / 47    | 17 / 56 |
| 2006  | 24 / 56        | 23 / 84 | 24 / 84 | 17 / 56    | 17 / 56 |
| 2012  | 17 / 37        | 16 / 56 | 17 / 56 | 11 / 37    | 13 / 37 |
| 2018  | 16 / 37        | 12 / 56 | 15 / 56 | 12 / 37    | 12 / 37 |
| 2024  | 16 / 37        | 18 / 56 | 18 / 56 | 13 / 37    | 14 / 43 |

### Parlement européen
| Année | %     | Sièges |
| ----- | ----- | ------ |
| 1999  | 27,0  | 3 / 24 |
| 2004  | 27,6  | 3 / 24 |
| 2009  | 26,05 | 2 / 22 |
| 2014  | 27,10 | 3 / 21 |
| 2019  | 7,1   | 2 / 21 |
| 2024  | 12,7  | 3 / 21 |

## Identité visuelle

Logo du MR de 2002 jusqu'en 2011 avec le départ du FDF du parti.
Logo du MR de 2011 jusqu'au 9 septembre 2023.
Logo du MR depuis le 9 septembre 2023.